# Арника уналашкинская
Арника уналашкинская (лат. Arnica unalaschcensis) — многолетнее травянистое растение, вид рода Арника (Arnica) семейства Астровые.

## Распространение и экология
Ареал вида охватывает Дальний Восток России, Японию и Алеутские острова. Описан с острова Уналашка.
Произрастает на гольцовых лужайках, по высокотравным склонам сопок, в прибрежных низинах.
|                                                                    |
|                                                                    |
|                                                                    |
| Сверху вниз: Распускающийся цветок. Распустившийся цветок. Листья. |

## Биологическое описание
Корневище толстоватое, книзу утончающееся, бурое, голое, густо одетое остатками от разрушенных старых листьев.
Стебель высотой 8—40 см, простой, одиночный, бороздчато-ребристый, у основания несколько приподнимающийся, толстоватый, покрытый с самого основания длинными простыми, сочленёнными, часто чётковидно сжатыми по длине, многоклеточными волосками.
Прикорневые листья овальные или продолговато-овальные, редко продолговатые, суженные в широкий, плоский и стеблеобъемлющий черешок, тупые или слегка островатые, по краю с отставленными зубчиками. Стеблевые в количестве 2—3, редко до 5 пар, причём самая верхняя пара косо-супротивная или даже очерёдно расположенная, продолговато-яйцевидные или продолговатые, сидячие, к основанию суженные, в весьма редких случаях длинночерешковые, по краю отставленно-пильчатые. Все листья с обеих сторон рассеянно волосистые, по краю густо реснитчато-волосистые, о 3, реже 5 жилках, с дуговидными боковыми жилками, длиной 5(3)—12 см, шириной 1—4 см.
Корзинки одиночные, на цветоносе длиной 3—15 см, вместе с язычковыми цветками диаметром 3—6 см. Обёртка длиной 10—17 мм, из 16—27 ланцетных, часто узколанцетных листочков, наверху с мозолистым утолщением или даже заострённых и отогнутых на верхушке. Язычковые цветки жёлтые, в числе 15—25, с голыми язычками, наверху 3—4-зубчатыми или надрезанными, длиной 12—19 мм, шириной 3—7 мм, с 7—12 более тёмными жилками, переходящие в короткую, совершенно голую ножку длиной 3—4,5 мм. Венчики трубчатых цветков короткие, длиной 5—7 мм, с голой ножкой и широко-колокольчатым раструбом, почти равным ножке. Трубка пыльников чёрно-фиолетовая (в засушенном виде), едва выступает из раструба.
Летучка грязноватого оттенка, бородчатая, равна длине трубчатых цветков и превышает ножки язычковых. Семянка длиной 3—4,5 мм, линейная, серая, покрыта рассеянными, косо вверх направленными волосками, иногда почти голая.
Цветёт в июле — августе. Плодоносит в сентябре.

## Таксономия
Вид Арника уналашкинская входит в род Арника (Arnica) трибы Madieae подсемейства Астровые (Asteroideae) семейства Астровые (Asteraceae) порядка Астроцветные (Asterales).
|  |                                      |  |                                                             |                                                             |                    |  | ещё 12 семейств (согласно Системе APG II) | ещё 12 семейств (согласно Системе APG II)    |                                              |  |  |  | ещё 20 триб (согласно Системе APG II) | ещё 20 триб (согласно Системе APG II) |  |  |  |  | ещё около 30 видов | ещё около 30 видов |
|  |                                      |  |                                                             |                                                             |                    |  | ещё 12 семейств (согласно Системе APG II) | ещё 12 семейств (согласно Системе APG II)    |                                              |  |  |  | ещё 20 триб (согласно Системе APG II) | ещё 20 триб (согласно Системе APG II) |  |  |  |  | ещё около 30 видов | ещё около 30 видов |
|  |                                      |  |                                                             | порядок Астроцветные                                        |                    |  |                                           |                                              | подсемейство Астровые                        |  |  |  |                                       | род Арника                            |  |  |  |  |                    |                    |
|  |                                      |  |                                                             | порядок Астроцветные                                        |                    |  |                                           |                                              | подсемейство Астровые                        |  |  |  |                                       | род Арника                            |  |  |  |  |                    |                    |
|  | отдел Цветковые, или Покрытосеменные |  |                                                             |                                                             | семейство Астровые |  |                                           |                                              | триба Madieae                                |  |  |  | вид Арника уналашкинская              |                                       |  |  |  |  |                    |                    |
|  | отдел Цветковые, или Покрытосеменные |  |                                                             |                                                             |                    |  |                                           |                                              |                                              |  |  |  |                                       |                                       |  |  |  |  |                    |                    |
|  |                                      |  | ещё 44 порядка цветковых растений (согласно Системе APG II) | ещё 44 порядка цветковых растений (согласно Системе APG II) |                    |  |                                           | ещё 11 подсемейств (согласно Системе APG II) | ещё 11 подсемейств (согласно Системе APG II) |  |  |  | еще 35 родов                          | еще 35 родов                          |  |  |  |  |                    |                    |
|  |                                      |  |                                                             | ещё 44 порядка цветковых растений (согласно Системе APG II) |                    |  |                                           |                                              | ещё 11 подсемейств (согласно Системе APG II) |  |  |  |                                       | еще 35 родов                          |  |  |  |  |                    |                    |